# رباعية روبرت
رباعية روبرت هي مجموعة مجرات متفاعلة مكونة من أربعة مجرات مختلفة جدا تضم NGC 87، NGC 88 NGC 89 وNGC 92 اكتشفها جون هيرشل في 30 سبتمبر 1834. يقع هذة التجمع المجري على بعد يقدر بحوالي 160 مليون سنة ضوئية من الأرض بالقرب من وسط كوكبة العنقاء الجنوبية. مجرات رباعية روبرت مزدحمة في الفضاء وتمتد عبر 150,000 سنة ضوئية فقط-.1.5 ضعف عرض درب التبانة، قرب مجرات رباعية روبرت يجعلها أحد أفضل الأمثلة المعروفة لمجموعة من المجرات المتراصة، التي تخل الجاذبية بأعضائها. أكبر مجرة في المجموعة هي المجرة NGC 92 من القدر 13.8. وقد يكون لهذة المجرة التأثير الأكبر على أعضاء الرباعية وخصوصا على المجرة NGC 89.

## أعضاء الرباعية
| اسم المجرة | النوع        | المسافة (مليون سنة ضوئية) | القدر الظاهري |
| ---------- | ------------ | ------------------------- | ------------- |
| NGC 87     | IBm pec.     | ~160                      | +14.5         |
| NGC 88     | SB(rs)a pec. | ~160                      | +15.21        |
| NGC 89     | SB0(s)a pec. | ~160                      | +14.57        |
| NGC 92     | SAa pec.     | ~160                      | +14.29        |

## وصلات خارجية
- رباعية روبرت على موقع ويكي سكاي: DSS2, SDSS, GALEX, IRAS, Hydrogen α, X-Ray, Astrophoto, Sky Map, Articles and images
- eso-Robert's Quartet